# Polygonum
- Commons
- Wikispecies

Polygonum L. (polígono) é um gênero botânico da família Polygonaceae.

## Sinonímia
- Duravia (S. Watson) Greene

## Espécies

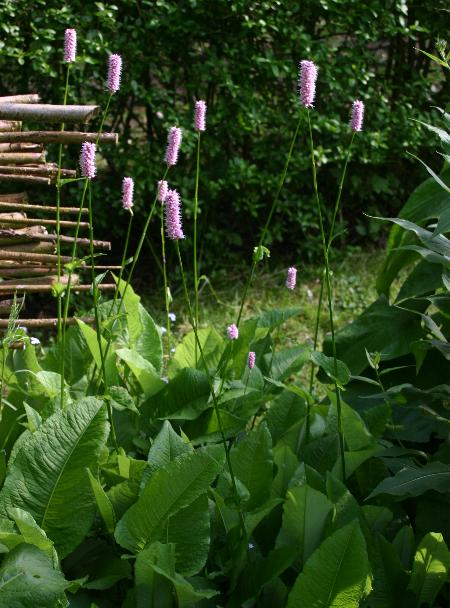
Polygonum bistorta

| - Polygonum achoreum - Polygonum acuminata - Polygonum acuminatum - Polygonum affine - Polygonum alatum - Polygonum alpinum - Polygonum amphibium - Polygonum amplexicaule - Polygonum arenarium - Polygonum arenastrum - Polygonum argyrocoleon - Polygonum arifolium - Polygonum aubertii - Polygonum aviculare - Polygonum baldschuanicum - Polygonum bellardii - Polygonum bidwelliae - Polygonum bistorta - Polygonum bistortoides - Polygonum bolanderi - Polygonum boreale - Polygonum brasiliensis - Polygonum bungeanum - Polygonum buxiforme - Polygonum caespitosum - Polygonum californicum - Polygonum campanulatum - Polygonum capitatum - Polygonum careyi - Polygonum cascadense - Polygonum caurianum - Polygonum chinense - Polygonum cilinode - Polygonum coccineum - Polygonum cognatum - Polygonum convolvulus - Polygonum davisiae | - Polygonum molle - Polygonum multiflorum - Polygonum nepalense - Polygonum odoratum - Polygonum densiflorum - Polygonum dibotrys - Polygonum douglasii - Polygonum dumetorum - Polygonum emodi - Polygonum erectum - Polygonum fagopyrum - Polygonum foliosum - Polygonum fowleri - Polygonum franktonii - Polygonum glaucum - Polygonum griffithii - Polygonum herniarioides - Polygonum heterosepalum - Polygonum hickmanii - Polygonum hirsutum - Polygonum hudsonianum - Polygonum hydropiper - Polygonum hydropiperoides - Polygonum japonicum - Polygonum lacerum - Polygonum lanigerum - Polygonum lapathifolium - Polygonum leptocarpum - Polygonum macrophyllum - Polygonum marinense - Polygonum maritimum - Polygonum meisneranum - Polygonum meisnerianum - Polygonum milletii - Polygonum minimum - Polygonum minus - Polygonum mite | - Polygonum orientale - Polygonum oxyspermum - Polygonum paronychia - Polygonum paronychioides - Polygonum parryi - Polygonum patulum - Polygonum pensylvanicum - Polygonum perfoliatum - Polygonum persicaria - Polygonum phytolaccifolium - Polygonum plebeium - Polygonum polycnemoides - Polygonum polycnenoides - Polygonum polygaloides - Polygonum polystachyum - Polygonum punctatum - Polygonum raii - Polygonum ramosissimum - Polygonum robustius - Polygonum rurivagum - Polygonum sachalinense - Polygonum sagittatum - Polygonum salicifolium - Polygonum scandens - Polygonum scoparium - Polygonum segetum - Polygonum setaceum - Polygonum shastense - Polygonum striatulum - Polygonum tenue - Polygonum tenuicaule - Polygonum tinctorum - Polygonum vaccinifolium - Polygonum virginianum - Polygonum viviparum - Polygonum weyrichii |

- Lista completa

## Classificação do gênero
| Sistema | Classificação                    | Referência               |
| ------- | -------------------------------- | ------------------------ |
| Linné   | Classe Octandria, ordem Trigynia | Species plantarum (1753) |